# Charity (film 1919)
Charity è un film muto del 1919 diretto da Rex Wilson.

## Trama
Un detective si fa passare per un mendicante per salvare dall'arresto un falso artista da marciapiede.

## Produzione
Il film fu prodotto dalla G.B. Samuelson Productions.

## Distribuzione
Distribuito dalla Granger, il film uscì nelle sale cinematografiche britanniche nell'agosto 1919. Ne venne fatta una riedizione e il film fu ribattezzato Some Artist.